# Frode Granhus
Frode Granhus (Lofoten, 13 de marzo de 1965 – Lofoten, 15 de septiembre de 2017) fue un escritor noruego, conocido por la serie del investigador Rino Carlsen.

## Biografía
Debutó en 2003 con Hevneren, que pasó sin pena ni gloria. Su salto a la fama vino en 2010 con Malstrømmen (The Maelstrom), el primer libro sobre el investigador Rino Carlsen, situado en Lofoten donde Granhus vivió toda su vida. Granhus comentó que su elección tenía la intención de "enseñar cosas que pasan lejos de Oslo o Bergen", donde muchas novelas se sitúan allí. El segundo libro de la serie se publicó en 2012, a los que le siguieron tres más en 2014, 2015 y 2017. Si bien la serie fue exitosa y recibió muy buenas críticas, Granhus, sin embargo, continuó su trabajo a tiempo completo como consejero mientras escribía en su tiempo libre.